# Dieudonné Costes
Dieudonné Costes (Septfonds, 14 de novembro de 1892 — 18 de maio de 1973) foi um pioneiro da aviação mundial francês. Foi um ás da aviação na Primeira Guerra Mundial.
Na companhia de Maurice Bellonte atravessou pela primeira vez o Oceano Atlântico voando de leste para oeste sem escalas, de Paris a Nova Iorque, em 1 e 2 de Setembro de 1930, três anos depois de Charles Lindbergh ter feito o percurso inverso. 